# Nikšić–Podgorica-vasútvonal
A Nikšić–Podgorica-vasútvonal egy normál nyomtávú, egyvágányú, 57 km hosszú vasútvonal Montenegróban, az ország második legnagyobb városa, Nikšić, és a főváros, Podgorica között. A vasútvonal kapcsolódik a Belgrád–Bar-vasútvonalhoz és a Podgorica–Shkodër-vasútvonalhoz. A vonalat a ŽCG üzemelteti.
A vonalon 12 alagút (összesen 3439 méter) és 9 híd (összesen 279 m) található. Jelenleg a felújítása és 25 kV 50 Hz váltakozó áramrendszerrel történő villamosítása zajlik. Három állomás (Nikšić, Danilovgrad és Podgorica) és 9 vasúti megálló található rajta.

## Története
A vonal eredetileg 760 mm-es keskeny nyomtávval épült meg 1947-ben és hozzákapcsolódott a már létező Nikšić - Bileća vonalhoz. 1965-ben átépítették normál nyomtávúvá, de a vasút Bileća felé teljesen megszűnt. Elsődleges feladata a bauxit szállítása volt Nikšić bányából a Podgorica Aluminium üzembe. A krónikus forráshiány miatt a pálya állapota nagyon leromlott, a vonatok sebességét 30 km/h-ra csökkentették. 1992-ben a személyszállítás is megszűnt. Ezután csak a teherforgalom maradt. 2006-ban elkezdték a vonalat felújítani és villamosítani. A tervezett befejezés 2009-ben lett volna, de még 2011-re sem készült el finanszírozási problémák miatt. A teljes projekt várható költsége közel 70 millió euró. Ha a munka elkészül, a vonatok sebessége a jelenlegi sebességről 75 km/h-100 km/h-ra lesz növelhető és a személyszállítás is újraindul. Ehhez az állami vasúttársaság 3 db villamos motorvonatot kíván beszerezni.